# Pangu

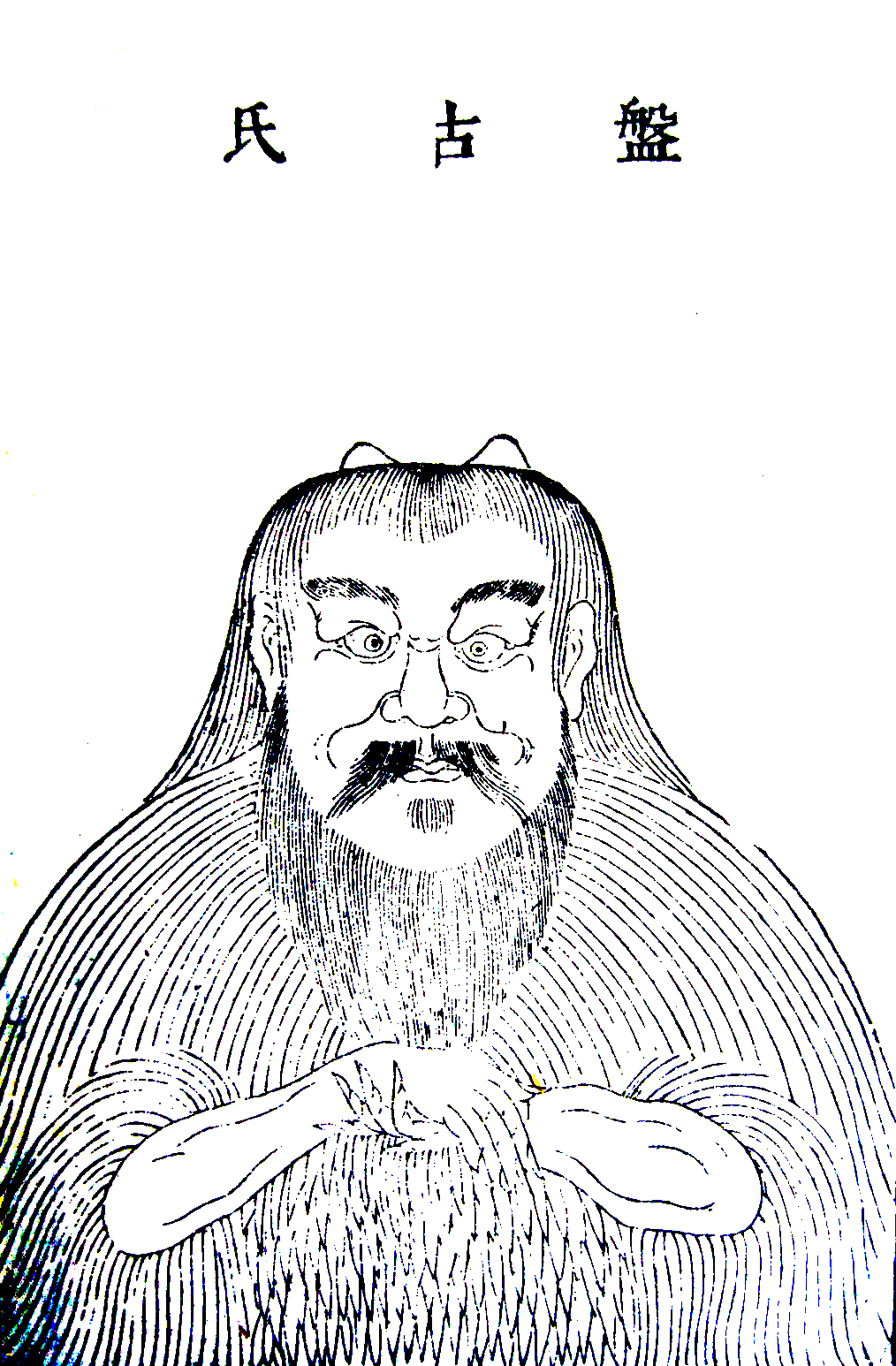
Retrato de Pan Gu vestido con ropas hechas de hierbas o paja, probablemente para indicar su pertenencia a una civilización poco desarrollada. Ilustración en tinta y papel, Sancai tuhui', dinastía Qing,.

Pan Gu ( chino tradicional: 盤古) es una deidad creadora de la mitología china. Forma parte de dos mitos cosmogónicos; con su nacimiento se formó el mundo y de sus órganos, tras su muerte, surgieron los accidentes geográficos. Es venerado en el taoísmo. 
Su mito junto al mito de la creación de los Tres Puros son las dos cosmogonias más importantes de la mitología Taoísta china; sin embargo ambos mitos no están conectados directamente en una misma cosmogonía. 
Respecto a su apariencia, se suele representar a Pan Gu con un par de cuernos,  un cuerpo peludo y ropa hecha con plantas. A veces tiene colmillos y a veces lleva un hacha. A veces parte de su cuerpo es el de una serpiente o un dragón.

## El ciclo dePan Gu
El primer mito de creación que protagoniza Pan Gu es un mito tardío cuyas primeras pruebas escritas datan del siglo III: en Historia de los tres soberanos y los cinco emperadores, se relata cómo el universo fue creado por la separación de  cielo y tierra a manos de Pan Gu:
En medio del cielo y de la tierra, que estaban juntos y mezclados como si fueran un huevo, nació Pan Gu. El cielo y la tierra tardaron dieciocho mil años en separarse. Lo Yang, que era claro, fue haciéndose el cielo, y lo Yin, que era turbio, fue haciéndose la tierra, y en medio cambiaba Pan Gu sin parar hasta que su sabiduría llegó a ser tan alta como la del cielo y su fortaleza tanta como la de la tierra. Durante aquellos dieciocho mil años el cielo fue subiendo una vara al día, la tierra fue bajando otra vara y Pan Gu fue creciendo otro tanto; y así estuvo sucediendo hasta que llegó el cielo al tope por arriba, la tierra al tope por abajo y Pan Gu al máximo de su tamaño.
En el principio no había nada en el universo salvo caos informe y una masa oscura y vacía. El caos comenzó a fusionarse en un huevo cósmico durante 18.000 años. Dentro de él, los principios opuestos del yin y yang se equilibraron y Pangu salió del huevo.  permaneció entre ellos empujando el cielo hacia arriba. Esta tarea le llevó 18.000 años, elevándose el cielo cada día un zháng (丈, equivalente a 3'33 metros) mientras la tierra se hundía en la misma proporción y Pangu crecía también la misma longitud. En algunas versiones, Pangu es ayudado por los cuatro animales benévolos: la tortuga espíritu (靈龜; pinyin: língguī), el qilin  (麒麟), el fénix (鳳凰; pinyin: fènghuáng) y el dragón Yinglong (應龍).
En algunas versiones del mito nace a partir de un huevo cósmico en forma de dragón. Dentro del huevo, Pan Gu simboliza el Taiji (太極).
Después de otros 18.000 años, Pan Gu se tumbó a descansar. Era ya tan mayor que su sueño fue llevándolo lentamente hacia la muerte. De su respiración surgió el viento, de su voz el trueno, del ojo izquierdo el sol y del derecho la luna. Su cuerpo se transformó en las montañas, su sangre en los ríos, sus músculos en las tierras fértiles, el vello de su cara en las estrellas en la Vía Láctea. Su pelo dio origen a los bosques, sus huesos a los minerales de valor, la médula y semen en jade y  perlas. Su sudor cayó en forma de lluvia y las pequeñas criaturas que poblaban su cuerpo (pulgas en algunas versiones), llevadas por el viento, se convirtieron en los seres humanos. Según la leyenda, Pangu acabó de crear el universo hacia el año 2.229.000 A.C. Así, Pan Gu dio origen a todo lo que conocemos hoy en día.